# Désert solitaire
Désert solitaire est une œuvre autobiographique d'Edward Abbey publiée en 1968 et considérée comme un chef-d'œuvre pionnier du genre littéraire appelé nature writing. L'auteur y évoque son travail de ranger dans le parc national des Arches pendant les années 1950.